# Мария Анна де Бурбон
Мария Анна де Бурбон (фр. Marie Anne de Bourbon, 2 октября 1666, Венсен — 3 мая 1739, Париж) — принцесса Конти, старшая узаконенная дочь короля Франции Людовика XIV и его официальной фаворитки Луизы Франсуазы де Лавальер.

## Биография

### Рождение и детство
Мария Анна де Бурбон была рождена в тайне в Венсенском замке под Парижем 2 октября 1666 года. Она была любимой дочерью своего венценосного отца и считается одной из самых красивых его дочерей.

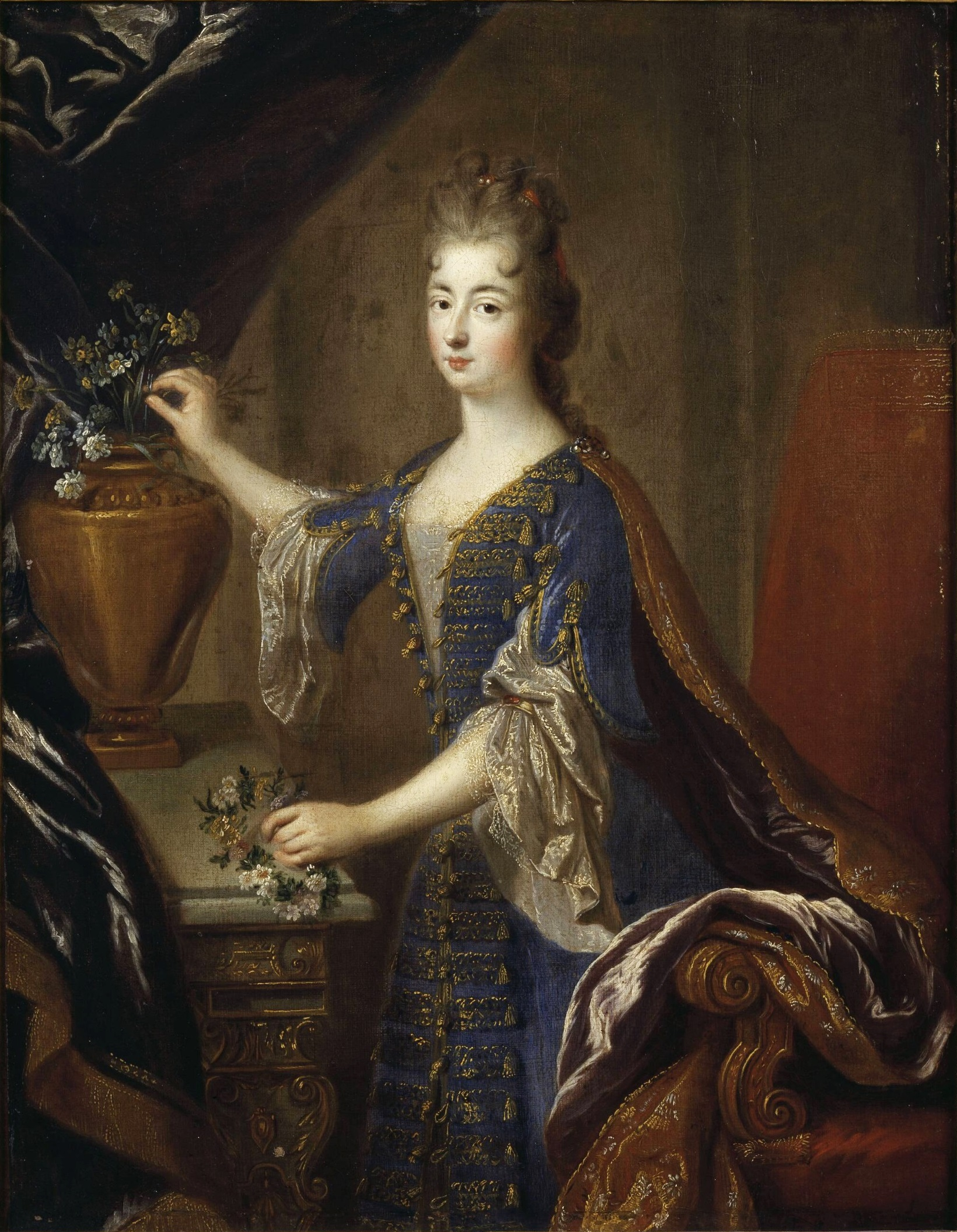
Мария Анна де Бурбон, 1680 год

Её воспитывала мадам Кольбер, супруга премьер-министра Жана-Батиста Кольбера. Мария Анна была узаконена отцом 14 мая 1667 года. В тот же день её мать получила титулы герцогини де Лавальер (правильнее де ла Вальер) и де Вожур. В юности она была известна как мадемуазель де Блуа, обращение, которое позже использовала её сводная сестра, младшая дочь короля Франсуаза-Мария от Франсуазы-Атенаис де Монтеспан.

### Брак

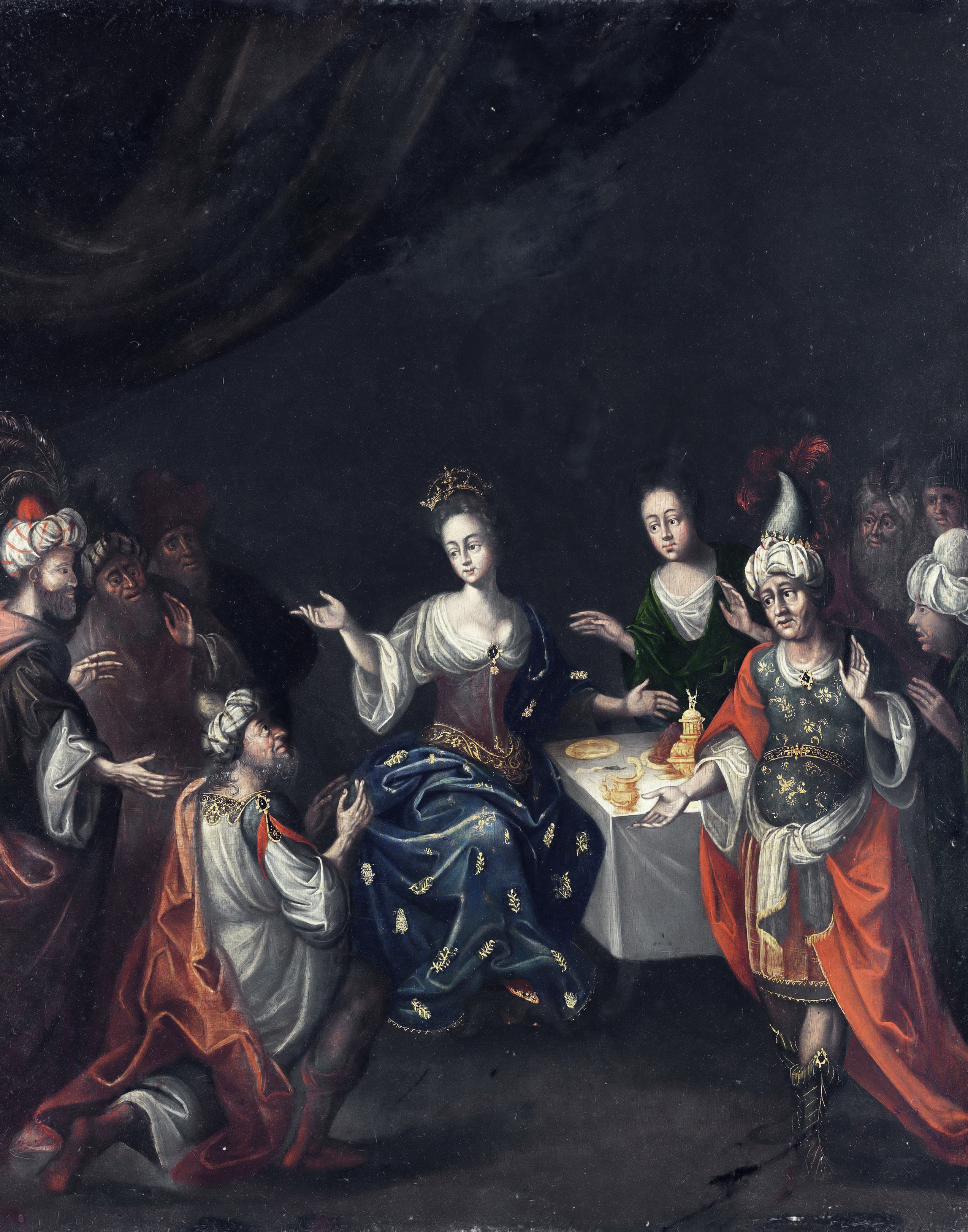
Вдовствующая принцесса отказывается выйти замуж за султана Марокко

16 января 1680 года 13-летняя Мария Анна вышла замуж за Луи Армана де Бурбона, принца Конти, в часовне замка Сен-Жермен-ан-Лайе. Её приданое составило один миллион фунтов. Брак между принцем крови и одной из узаконенных дочерей Людовика XIV вызвал скандал. После катастрофической брачной ночи Мария Анна шокировала двор, объявив своего супруга плохим любовником.
В 1683 году она потеряла своего любимого брата, графа Вермандуа, рождённого в один с ней день годом позже. В 1685 году её муж заболел оспой, заразившись от Марии Анны. Хотя она поправилась, Луи Арман умер через пять дней. После его смерти её стали называть вдовствующей принцессой, а также принцессой Конти. На тот момент ей было всего 19 лет. Она никогда не вступила в повторный брак и даже отказалась от предложения султана Марокко Исмаила ибн Шерифа.
Во время своего замужества она была одной из самых важных дам при дворе своего отца. Однако её младшая сводная сестра Луиза Франсуаза де Бурбон, в 1685 году заключила более важный брачный союз с Людовиком де Бурбоном, старшим сыном и наследником принца Конде. Марии Анне пришлось уступить старшинство сестре, которая была на семь лет младше неё. Это стало причиной ссор между сёстрами. В 1692 году их обошла Франсуаза-Мария де Бурбон, когда вышла замуж за Филиппа II Орлеанского и стала занимать более важное положение при дворе. Это раздражало и Марию Анну, и Луизу Франсуазу.

### Вдовство и смерть
В 1713 году принцесса Конти купила Отель Лорже на улице Святого Августина в Париже, но не жила там до 1715 года, а в 1716 году приобрела Шато-де-Шуази. Оба дома оставались в её владении до её смерти. В 1718 году корона подарила ей замкок Шан-сюр-Марн, который она позже передала своему двоюродному брату, герцогу Ла Вальеру, чтобы погасить некоторые долги.
Мария Анна была известна своей красотой даже в более зрелом возрасте. Она была очень близка со своим отцом и хорошо ладила с братом, Великим Дофином. Его смерть в 1711 году привела её в отчаяние.
В 1721 году Мария Анна была назначена опекуншей будущей невесты Людовика XV, 3-летней инфанты Марианны Виктории Испанской. Из-за возраста инфанты брак не состоялся, а в 1725 году она была отослана обратно в Испанию.
Вдовствующая принцесса умерла от опухоли головного мозга в Париже 3 мая 1739 года. Она была похоронена в часовне Богоматери в церкви Святого Роха в Париже.

## Титулы и обращения
- 2 октября 1666 — 14 мая 1667: Мария Анна де Бурбон
- 14 мая 1667 — 16 января 1680: Её Высочество Мария Анна де Бурбон, Légitimée de France, «мадемуазель де Блуа»
- 16 января 1680 — 9 ноября 1685: Её Высочество принцесса Конти[6]
- 9 ноября 1685 — 3 мая 1739: Её Высочество вдовствующая принцесса Конти, герцогиня Ла Вальер